# 富山シアター大都会
富山シアター大都会（とやまシアターだいとかい）は、かつて富山県富山市飯野に所在したシネマコンプレックス。5スクリーンを有する映画館であった。

## 歴史
1996年6月に富山県内で2番目、富山市内では初のシネマコンプレックス「シアターワールド大都会」として開館。運営会社は富山市に本社を置くアミューズメント企業、新興商事。同社が以前より営業していたパチンコ店「パチンコ大都会」に隣接する形で建設された。開業当初は2スクリーンのビデオシアターとしてスタートしたが、翌1997年には『スター・ウォーズ 特別篇』の公開にあたって喫茶店だった場所を改築して1スクリーン増設、さらに2001年に2スクリーン増設された。
当館開館と入れ替わるように、富山市一番町にあった富山東宝大和劇場が1996年5月10日に閉館し、シアター大都会の開業で市内の映画館は6サイトとなった。21世紀になった2001年5月1日には東宝直営館の富山スカラ座（富山市中央通り1丁目・セプラビル3階）の経営を新興商事が引き継ぎ富山ニュースカラ座として再オープン、同社はしばらくの間形態の異なる2つの映画館を抱える状態にあった。しかし前後してTOHOシネマズが婦中町（現富山市）・高岡市にシネコンをオープンさせたこともあり従来館を取り巻く環境はさらに悪化、ニュースカラ座は2006年9月1日に閉館となった。コミュニティシネマのフォルツァ総曲輪を除けば、2007年には富山県内から成人向け専門館を含むすべての従来館が消滅している。この前後に大都会が現在の名称に改称。なお、富山市街では2016年に新たにシネマコンプレックス「JMAX THEATER とやま」がオープンしている。
2010年6月19日に、富山のシネマコンプレックスとしては最後の3D対応を行ってリニューアルオープン。この日には、3D映画『アバター』の無料上映を行った。また、デジタルシネマの普及に伴い、2012年6月22日からは全スクリーンがフィルム上映からデジタル上映へと移行した。
2017年8月21日、新興商事の経営悪化に伴い従業員を全員解雇。パチンコ大都会とともに臨時休業となった。その後パチンコ大都会は再開され、2018年9月上旬まで営業していたが、シアター大都会は再開目指すも叶うことなく、同年9月11日にパチンコ店、映画館を運営する新興商事と関連1社が破産手続きを開始し経営破綻。22年間の歴史に終止符を打つ結果となった。建物は完全閉館後もしばらく放置されていたが、2023年頃に解体・建て替え工事が行われ、2024年2月10日、パチンコ・シアター大都会跡地にガリバー富山店がグランドオープンしている。

## 座席数
| スクリーン | 座席数 | 設備       |
| ---------- | ------ | ---------- |
| 1          | 153    | SRD-EX/DTS |
| 2          | 175    | SRD-EX/DTS |
| 3          | 85     | SRD-EX     |
| 4          | 108    | SRD-EX     |
| 5          | 108    | SRD-EX     |

## アクセス

### 自家用車
- 国道8号富山高岡バイパス新屋交差点より県道56号を北上しすぐ
- 国道41号荒川東部交差点より県道56号を北上し10分強

### 鉄道・バス
- 富山駅バスターミナル4番乗り場より富山地方鉄道バスで約30分
  - [ 76 ]「東高校前」：飯野新屋バス停下車徒歩5分
  - [ 78 ]「ケアハウス経由済生会病院」：三上バス停下車徒歩10分
  - [ 71 ]「滑川駅」・[ 72 ][ 79 ]「水橋東部団地」・[ 77 ]「針原」・[ 78 ]「済生会病院」（ケアハウスを経由しない便）：針原新町バス停下車徒歩15分